# تونیس پالتس
تونیس پالتس (انگلیسی: Tõnis Palts؛ زادهٔ ۲۹ مارس ۱۹۵۳) سیاست‌مدار اهل استونی است. وی در سال ۲۰۰۳ وزیر دارایی استونی بوده‌است.